# یواس‌اس دبلیو اس سیمز (اف‌اف-۱۰۵۹)
یواس‌اس دبلیو اس سیمز (اف‌اف-۱۰۵۹) (به انگلیسی: USS W. S. Sims (FF-1059)) یک کشتی بود که طول آن 438 ft (133.5 m) بود. این کشتی در سال ۱۹۶۹ ساخته شد.